# ويليام إتش. اندروز
ويليام إتش. اندروز هو نقابي وسياسي جنوب أفريقي، ولد في 20 مارس 1870 في سوفولك في المملكة المتحدة، وتوفي في 1950 في جنوب أفريقيا. نشط حزبياً في Labour Party (South Africa) ‏.